# Ingolstadt
Ingolstadt este un oraș din regiunea administrativă Bavaria Superioară, landul Bavaria, Germania, situat pe malul Dunării. 

## Generalități
Ingolstadt are  statut de district urban (oraș-district), adică nu depinde de un district rural învecinat.
Ingolstadt este orașul menționat în romanul Frankenstein (1818) de Mary Shelley, ca locul nașterii monstrului creat de Victor Frankenstein.
Tot în Ingolstadt a luat ființă Ordinul Iluminati, o societate secretă fondată la 1 mai 1776 de profesorul de drept canonic Adam Weishaupt.

## Economie
În acest oraș se află sediul concernului Audi, unul din liderii mondiali în producția de automobile.

## Transporturi
În anul 2006 a fost dată în folosință Calea ferată de mare viteză Nürnberg–Ingolstadt. Cu o viteză medie de 185 kmh, trenurile Intercity-Express (ICE) parcurg distanța de 87 de km până la Gara Centrală din Nürnberg în 27 de minute.

## Galerie de imagini

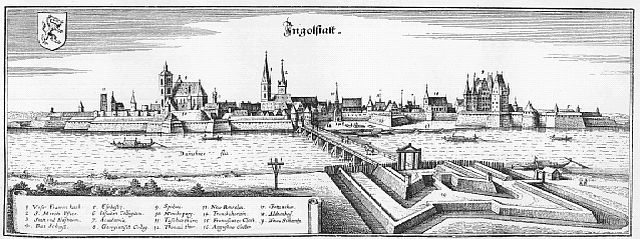
Ingolstadt în anul 1644
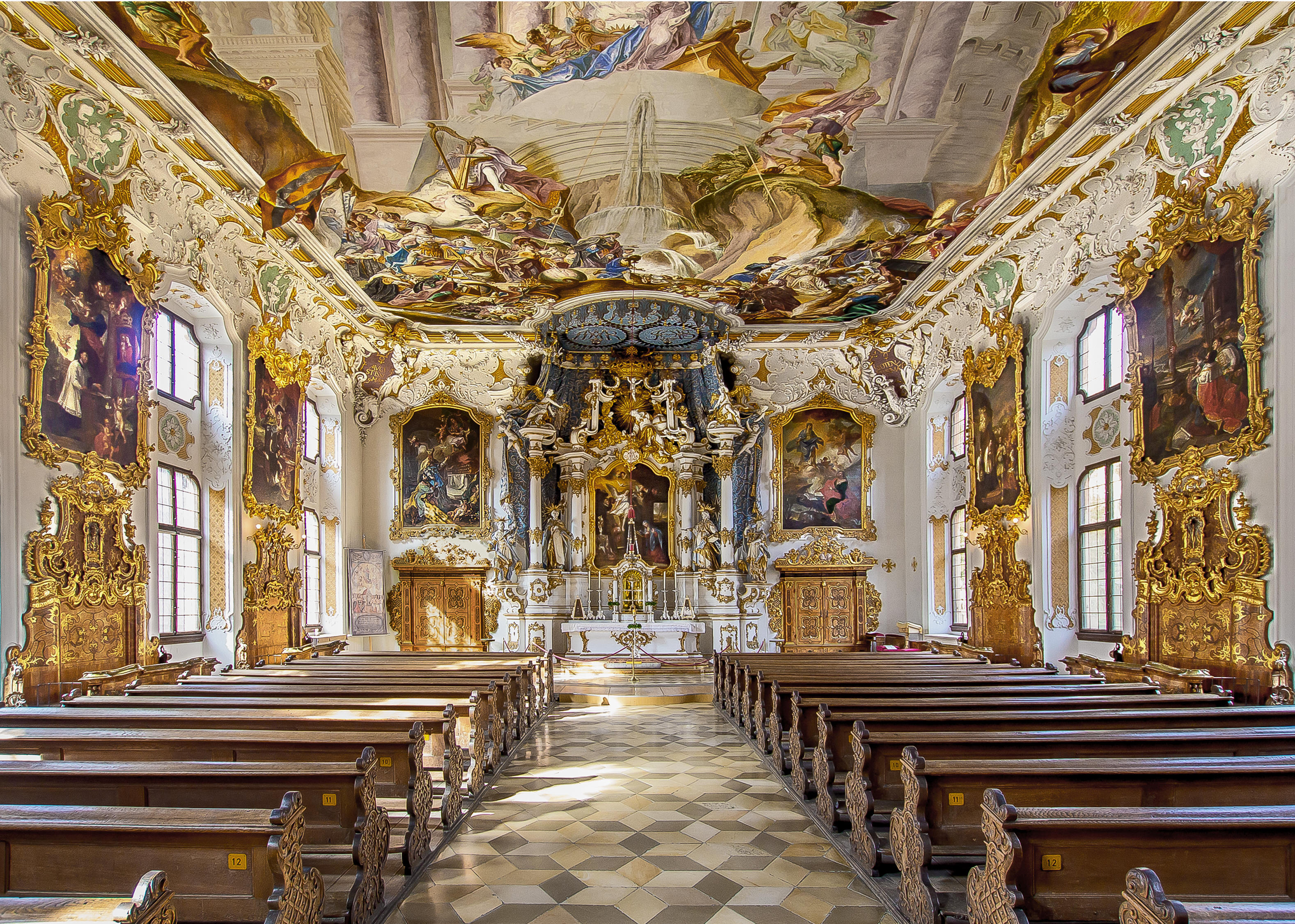
Interiorul bisericii “Asamkirche” din Ingolstadt